# 江西省文化和旅游厅
江西省文化和旅游厅是中华人民共和国江西省人民政府的组成部门，主管全省文化工作。

## 主要职能
- 贯彻执行党和国家关于文化艺术和文化遗产保护工作的方针、政策和法规，在全省经济社会发展总体规划框架内拟定全省文化艺术事业、文物和博物馆事业发展规划，起草有关政策法规。
- 指导、管理文学艺术事业，指导艺术创作和生产，推进文化艺术领域的体制机制改革，推动各门类艺术的发展，管理全省性重大文化活动。
- 推进文化艺术领域 的公共文化服务，规划、引导公共文化产品生产，规划、实施省重点文化设施建设，指导管理省级公共文化设施，规划、指导基层文化设施建设。
- 指导、管理社会文化事业，指导图书馆、文化馆（站）事业和基层文化建设，指导各类社会文化事业的建设。
- 指导、管理文物保护、文物考古、文物和博物馆公共服务体系建设工作，履行文物行政执法监督职责，负责世界文化遗产保护和管理的监督工作。
- 拟订非物质文化遗产保护规划，起草有关政策法规，组织实施非物质文化遗产保护和优秀民族文化的传承普查工作。
- 拟订文化市场发展规划，指导全省文化市场综合执法工作，负责对文化艺术经营活动进行行业监管，指导对从事演艺活动民办机构的监管工作。
- 负责对网吧等上网服务营业场所实行经营许可证管理，对网络游戏服务进行监管（不含网络游戏的网上出版前置审核）。
- 拟订动漫、游戏产业发展规划并组织实施，指导协调动漫、游戏产业发展。
- 拟订文化产业发展规划，指导、协调文化产业发展，推进对外文化产业交流与合作。
- 指导、管理对外文化交流和对外文化宣传工作，组织实施大型对外文化交流活动。
- 指导文化科研工作，推进文化科技信息建设。
- 承办省人民政府交办的其他事项。[1]

## 组织结构
| - 办公室 - 人事处 - 计划财务处 - 直属机关党委 - 纪检组(监察室) - 艺术处 - 社会文化处 - 外事处 - 文化市场局(处) - 文物保护处 - 博物馆处 - 文物执法处 - 文化产业处 - 机关后勤服务中心 | - 江西省赣剧院 - 江西省歌舞剧院 - 江西省京剧团 - 江西省杂技团 - 江西省话剧团 - 江西省木偶剧团 - 江西艺术职业学院 - 江西画报社 - 江西省艺术研究院 - 江西画院 - 江西省电影公司 - 江西省文化音像出版社 - 江西省演出公司 - 江西省图书馆 - 江西省群众艺术馆 - 江西省博物馆 - 江西省考古研究所 - 江西艺术中心 - 江西省文物商店 - 江西省文物保护中心 - 江西省艺术档案馆2 - 江西省文化产业开发中心 - 江西省文化房地产综合开发公司 - 江西省文化市场稽查总队 - 江西省文物保护执法队9 - 江西艺术剧院 - 省直文化系统保育院 - 洪都电影院 - 青山湖电影院 - 文化厅招待所 |

## 脚注
1. ↑  江西省文化厅主要职责 的存檔，存档日期2012-11-05.